# Wouter Mol
Wouter Mol (ur. 17 kwietnia 1982 w Nibbixwoud) – holenderski kolarz szosowy, zawodnik grupy Vacansoleil.
Największym sukcesem zawodnika jest zwycięstwo w wyścigu Tour of Qatar w 2010 roku.

## Najważniejsze osiągnięcia
- 2006
  - 3. miejsce w Ronde van Drenthe
- 2008
  - 1. miejsce w Grote Prijs Jef Scherens
- 2009
  - 2. miejsce w Münsterland Giro
- 2010
  - 1. miejsce w Tour of Qatar